# ペルソナ5: The Phantom X
『ペルソナ５：The Phantom X』（ペルソナ５：ザ ファントム エックス, Persona5: The Phantom X）はセガおよびアトラスの監修協力のもと、パーフェクトワールドの子会社BLACKWINGSスタジオにより開発されたスマートフォン・PC向けゲームアプリ。基本プレイ無料（アイテム課金制）。略称は『P5X』。
2024年4月より中国大陸・台湾・香港・マカオで『女神异闻录:夜幕魅影』、韓国にて『페르소나５：더 팬텀 X』として先行配信されており、日本でも2024年9月15日に『ペルソナ5: The Phantom X』として公式Xアカウントが始動し、2025年5月12日にはセガサミーホールディングス株式会社 2025年3月期 通期決算説明会にて日本版正式リリースについて2025年夏期に実施されることを公表、2025年6月26日より日本版および英語版のサービスが開始された。
『ペルソナ5』の世界観をベースにした作品であり、舞台は原作世界に対するパラレルワールド内の東京となっている。主人公と仲間は全て新たなキャラクターで構成されているが、原作の主人公たち「心の怪盗団」や渋谷・新宿・四軒茶屋など原作と同じような要素も登場する。　

## 登場人物

### 主人公グループ
名前は「コードネーム / 本名」で記載する。
ワンダー / 主人公（デフォルト設定の本名：上城 渚（かみしろ なぎさ）)
声 - 内山昂輝
ペルソナ - ヤノシーク
武器:近接はナイフ、遠隔はピストル。
サラッとしたセンター分けの赤髪が特徴で「ワイルド」の資質を持つ本作の主人公。私立己刮学園高等学校の2年生。
怪盗姿は赤い透明なサングラス型のバイザーに黒の二重構造をベルトでつないだスタイルのコートを着用している。コードネームはルフェル命名だが理由は「自分の想像を超えてくる不思議なヤツだから」という直観である。
自身が時折見える『最悪な未来のビジョン』を不思議に感じていたことをきっかけにベルベットルームに召喚されたりアプリで異世界に迷い込んだりした末にペルソナ能力を覚醒させ、世界から奪われつつある「欲望」を取り戻すため戦いに身を投じることになる。両親は長期海外旅行中で、東京の雑司ヶ谷の広々とした家で一人暮らしをしながら、昼間は学生生活を送り放課後は怪盗として動くという二重生活を送ることになる。
デフォルト名がついているのはペルソナ2の周防達哉以来。なお、初期の中国ベータテスト版ではワンダーの理由が異なり「様々な仮面を付け替えられる不思議なヤツだから」というものだったが、時系列等の理由から替えられた模様。

キャトル / ルフェル
声 - 野中藍
ペルソナ - ロブ・ロイ
武器:近接はトンファー、遠隔は吹き矢。
フクロウの姿で主人公の前に現れる記憶喪失の謎の生き物でフクロウ姿でも人語を操る。一人称は「ワシ」。
現実世界では白ベースに黒い体色と白目が黄色で虹彩が青い目をしたフクロウの姿で、怪盗姿はフードを着込んだ2頭身でフクロウとメガネザルを足したような姿をしている。コードネームはルフェルが直感で決めており由来不明。
あるきっかけから主人公と出会い、流れで家に同居することになり寝食を共にする。普段は主人公の鞄に潜み、異世界の知識の豊富さや冷静沈着さで的確なアドバイスをしてくれる良き相棒…なのだが、時に昔の言葉や一昔前の言葉を使い主人公及び周囲を困惑させており、そのたびに伝わらないことに驚いている。
「己の欲望を諦めない強い力」を持つ者は異世界に入った経験が無くてもルフェルの声を聞くことができる模様。そして主人公を導くキャラの例に漏れず「動物が乗り物に変身する」という「認知」により小型の自動車に変身する能力を持つ。

クローザー / 新井 素羽（あらい もとは）
声 - 本渡楓
ペルソナ - アルビルダ
武器:近接では鎖付き鉄球、遠隔はボウガン。
金髪もしくは薄い茶髪のショートカットでパーマの髪に青い目が特徴な私立己刮学園高等学校の2年生。主人公のクラスメイトで野毛朋子は野球クラブ時代からの親友。
怪盗姿は赤い眼鏡マスクに黄色の長いフードが特徴のぴったり系スーツで黒いラインが入っている。コードネームの由来は「最終回に登板して試合を締めくくるピッチャー」のこと。
素直で明るい性格で心優しくスポーツ万能で、理屈より直感や感情を重視する故か勉強は苦手な所謂「脳筋」タイプであるが校内の人気は男女問わず高い。幼い頃から野球をやっており類まれな才能をもっていた。その才能で二刀流のマルチプレイヤーとして活躍していたが、ある事件をきっかけにトラウマに悩まされてしまい野球を辞めている。
木内の起こす事件にかかわる事となり、アプリによって異世界に迷い込んで主人公・ルフェルと行動するも捕まってしまうが、その際にペルソナ能力を覚醒させた。
木内のパレスを攻略するうちに元々憧れでもあった為に木内を改心させる決意をして主人公やルフェルと共に木内を倒し、木内のシャドウに激励とやり直せると言葉をかけシャドウも木内も改心させた。その後は主人公らと共に木内が自ら警察を呼び逮捕される姿を見ることになり改心や怪盗を続ける決意を固めた。

ソイ / 加納 駿（かのう しゅん）
声 - 小西克幸
ペルソナ - マンドラン
武器:近接は手斧、遠隔武器はミニガン(手持ちガトリング砲)。
青色の角刈りに灰色の目でワイシャツの下に青いシャツを着ているのが特徴の私立己刮学園高等学校の2年生。主人公の隣のクラスで野毛朋子はクラスメイト。
怪盗姿は西部劇のカウボーイとアメコミヒーローを足して割ったような姿をしている。コードネームの由来は「醤油」の英語である「soy sauce」であり「醤油はさまざまな料理をまとめる力がある」ことから。
不良っぽい強面な上に口下手で人付き合いが苦手なため、同年代の友達は少ない。だが義理人情には厚いタイプで、幼い頃に世話になった老舗ラーメン店の師匠を慕っており、跡を継ぎたいと思っている。
料理人を目指して修行をしていたが諦めざるを得ない境遇になり、そこから宮澤の事件にかかわる事によってペルソナ能力を覚醒させた。
なお、ベータテスト版ではコードネームがSOYである理由が「料理のさしすせそ」の調味料の中で「せ」が醤油で醤油は「しょうゆ」と書くはずなのに「せ」扱いだから不思議だ。という理由になっていた(「せ」である実際の理由は、旧仮名遣いで醤油は「せうゆ」と書くから)。

ウィンド / 多祢村 理子（たねむら りこ）
声 - 種崎敦美
ペルソナ - チヨメ
武器:近接は番傘、遠隔は手裏剣。
黒髪ロングの姫カットに白い真珠らしきヘアピンをつけているのが特徴の私立己刮学園高等学校の3年生。クラスでは「お嬢様」と呼ばれている。新井素羽とは昔からの知人である模様。
怪盗時には赤いヘアバンドと羽根のついた仮面で上半身は白黒赤の着物のような上着にサラシで手袋とボディスーツとブーツを着用している。
梅やその加工品の販売で国内トップシェアを誇る大手会社の令嬢で風紀委員の委員長を勤める。品行方正、学業優秀の絵に描いたような優等生で学園内では尊敬され憧れられている。
状況判断能力に長けており、危険な場面に遭遇した時でも的確な判断で仲間を導く。

### 心の怪盗団
本作では主人公ではないがプレイアブルかつ重要なキャラクターとして登場する。

### 怪ドル
本作独自の概念。主人公の知り合いが「もし怪盗だったら？」という認知存在。
本人の欲望が最も強い時の姿で現れ、戦闘で共に戦えるというシステム。この呼称は「怪盗」と「アイドル（偶像）」を合体させた造語となっている。
シナジー（原作のコープに近いサブストーリー）のキャラクターなど、上記までのメインキャラ以外の新キャラクターが怪ドルとして実装されている。
名前は「コードネーム / 本名」で記載する。
モコ / 野毛 朋子（のげ ともこ）
声 - 明坂聡美
ペルソナ - プロシムナ
近接武器は二刀流ナイフ、遠隔は弓。
おさげと眼鏡の文学系な見た目が特徴の己刮学園高校の2年生。主人公の隣のクラスで新井素羽の小学生時代からの友人、加納駿はクラスメイト。
友人である素羽を案ずる心優しい人物だが見た目にそぐわず野球クラブ所属で捕手をしていたり試合の分析や予想が特技だったりするギャップのある人物。
地下鉄のホームで木内が起こしたぶつかり事件に巻き込まれそうになった素羽をかばって線路までふっとばされて強打したことで肩を壊してしまい野球の道を閉ざされたことで絶望するが、木内改心後は元気を取り戻し登校できるまでに回復している。

フルーレ / 白鳥 誠司（しらとり せいじ）
声 - 豊永利行
ペルソナ - レウコテアー
武器:近接はレイピア、遠隔武器はフリントロック式マスケット銃。
主人公とは違う学校に通っている高校2年生。フェンシング部のエース。
フェンシングの実力は大会を連覇するとほどの実力をもっているが、部活動に真剣に打ち込みすぎるがあまり部員たちとの仲はあまり良くない。小説家「墨利屋」のファンで、作品を愛読し不安な時にも読んでいる。。

ユキ / 藤川 雪実（ふじかわ ゆきみ）
声 - 諏訪彩花
ペルソナ - ステュクス
武器:近接武器はフレイル型モーニングスター、遠隔武器は二丁拳銃。
小さい頃に父親を亡くし、冷たく高圧的な母親に育てられた高校2年生の少女。李瑤鈴(リー・ヤオリン)とはご近所さんの関係で日本文化を教えてあげるなど交流している。
将来を嘱望される大商社の御曹司として「藤川家の誇り」を信条とし「完璧」という仮面を地けているが、その下に本当の自分を隠しており、表面的には冷たいが内面は優しく傷付きやすいという性格をしている。
母の考え方には同調できずにいるものの、期待には応えたいと思っている。本当は母の事業を継ぐのではなく、弁護士になり困っている人を助けたいという夢があった。。

リオン / 神山 嶺央（かみやま れお）
声 - 伊瀬茉莉也
ペルソナ - エリュテイア
武器:近接は槍、遠隔は光線銃。
緑髪のくせ毛が特徴の19歳の青年。アクション俳優養成所への進学を控えておりスーツアクターになることを夢見ている。
現在は富山佳代の家に居候し親が決めた期限内に楽観的かつ前向きに夢に向かって頑張っている。幼い頃に特撮ドラマ「フェザーマン」シリーズに夢中になり、スーツアクターの道を目指し始めた。。

モント / 琴音・モンターニュ （ことね・モンターニュ）
声 - 下地紫野
ペルソナ - テルプシコレー
武器:近接は片手剣、遠隔武器はライフル銃。
銀髪ロングに青目の日本とフランスのハーフである高校2年生の少女。完璧主義な性格。幼い頃からフィギュアスケートの世界トップレベルの天才選手として活躍していた。
ある時に怪我を負ったことと心無いコメントに追い詰められたことでスランプとなり、競技への復帰ができなくなってしまっている。。

リン / 李 瑤鈴（リー・ヤオリン）
声 - ルゥティン
ペルソナ - メン・ポー
武器:近接は棍棒（如意棒）、遠隔はマシンガン。
黒髪の三つ編みツインテールが特徴の中国四川省生まれの大学1年生。
怪盗姿は獅子のような形をした仮面に赤と黒のチャイナ風ボディスーツで脇腹部分が網タイツ状になっている。
留学生として日本へやってきており日本語を猛勉強中故に片言で話す。天真爛漫で誰に対しても笑顔で接する楽天家な性格だが、時に子供っぽい一面を見せることもあったり古代中国の詩や格言に精通しているという賢い一面もみせたりする。
主人公との出会いは買い物で苦戦しているところから始まった。自身は留学を通して様々な事に挑戦し何かを掴もうとしているが、まだ目標は見つけられていない。。
実は異例づくしの存在であり、珍しい外国人のペルソナ使いの上にギリシャ神話ではない神を使用している。

キー / 黒谷 清（くろたに きよし）
声 - 小林裕介
ペルソナ - シュケー
武器:近接はプッシュダガー、遠隔は火炎放射器。
赤いフレームの眼鏡とこげ茶の髪が特徴の己刮学園に通う高校1年生の男子生徒。幼い頃は病弱だったらしい。
現実の心霊現象に強い興味を持ち豊かな想像力を持ち、実際に霊感があるらしき描写もある。

オキャン / 富山 佳代（とみやま かよ）
声 - 田中敦子
ペルソナ - クレオドラ
使用機材 - ギャル時代の派手にデコられた携帯(ガラケー)。
主人公の隣の家の中年年代の主婦。明るく陽気でお喋りだが時折若かりし頃のギャル口癖が出る。主人公が幼い頃からの知り合いで両親とも面識あり。
怪盗時はまさかの若かりし頃の「イケイケなギャル」時代の金髪の 黒ギャルスタイル(口調も勿論ギャル)で黒と金のボディスーツを着た姿をしているが、理由は本人の欲望が一番強かった時期がギャル時代だったからである(そのため年を重ねた認知存在の全員が若返るわけではない)。
旦那を「ダーリン」と呼び若い頃や学生時代の惚気話をしたりする幸せな家庭だが、若い頃にファッションデザイナーとして活躍し一躍有名となっていたが母となったことで引退したことに少しむなしさを持っている模様。エレガントでファッショナブルな衣装を着ているのもデザイナーだったからである。
旦那はファッション業界で働いているが、実は己刮学園高校のOB。ちなみに若い頃の写真はどこか主人公に似た童顔の青年。

ブイ / YUI
声 - 安済知佳
ペルソナ - アプスデス
武器:近接はチャクラム、遠隔武器は電撃銃。
ツインテールをらせん状に巻いた青緑の髪にアイドル系のドレスが特徴の謎の少女。口調はお嬢様言葉。「～ですわ！」とつける。
怪盗時は白と黒のSF調のスーツ姿でツインテールの付け根にうさみみのようなガジェットが付いている。
主人公とはオンラインゲームの仮想世界で出会うことになる。中身もとい現実では社会人の女性プレイヤーである模様(重課金勢の可能性あり)。

パペット / 佐原 海夕（さはら みゆ）
声 - 市ノ瀬加那
ペルソナ - ネメルテス
使用機器:超音波機器(ソナー)
水色のセミロングヘアにパッツン前髪が特徴の少女で人形劇のパフォーマー。主人公を「お兄様」と呼ぶ(ガチャで仲間に入るときはメンバー全員に言うためか「お兄様」・「お姉様」と言う)。
怪盗時はグレーと水色のボディスーツとなっている。
おとなしく礼儀正しいがエネルギッシュな一面も持っている。それゆえか両親が望まない生き方を強要するのに抵抗するため、そして自分の力で生きていこうと決意した為に家を飛び出した。
初期の設定では地元の衆議院議員の娘という設定だった。

リドル / 西森 陽菜（にしもり はるな）
声 - 小倉唯
ペルソナ - ダエイラDaeira - Wikipedia
武器:近接はつるはし、遠隔はおもちゃのポッパーガン。
可愛らしいヘアピンをつけた内巻き癖毛気味の黒髪ショートヘアと紫の目が特徴の小学生女子。好奇心旺盛な性格。
怪盗時は探検家のような服とヘルメットを着用している。
数学が得意分野であり天才的な頭脳を持つ所謂「ギフテッド」であり、小学生にして大学教授と議論したりアメリカの大学に留学が決まっていたりパズルを自作するなど大人びているが、同じ受験塾に通う幼馴染3人と「探検隊」を結成して街を探検する子供らしい部分もある。
初期案では秀才は変わらずだがわがまま要素があり、愛らしい容姿で子供服の広告に出演するジュニアモデルだった。

セピア / 須見 俊也（すみ としや）
声 - 榎木淳弥
ペルソナ - ゴルギラ
武器:近接は仕込み杖、遠隔はダックフットガン
ハーフアップのこげ茶のセミロングヘアとうっすら顎髭が特徴の年齢不詳の男性。無職と言われているがセリフを聞くと何か文章を書くことを生業にしている事がわかり、さらには「何か」から逃げているという噂もある模様。
怪盗時はヨーロッパの劇役者のような衣装に帽子とマントを身に付けている。
釣り糸がなくても魚が寄ってくるという驚異的なとんでも体質を持っておりそこから「釣り仙人」と言われるようになった模様。謎に満ちているが、釣り場を訪れる常連客からはその体質故に絶大な信頼を寄せられている。
初期設定では独自の理論を持つ人物で、針を使わず「主」を釣ったという設定があった。

マリアン / 宮下 美波（みやした みなみ）
声 - 佐藤聡美
ペルソナ - タレイア
武器:近接は救急箱（アタッシュケース）、遠隔はスナイパーライフル。
黄色いリボンでポニーテールをしている高校1年生の女子生徒。大雑把な父との父子家庭で家は居酒屋をしており放課後は働いている。
怪盗時は看護師になりたいという思いからか白いナース服に長手袋＆タイツという姿をしている。
穏やかで優しく熱心で責任感があり、父の性格を心配して幼い頃から家事や店の切り盛りを担っていたり、仕事で忙しい近所の人たちの子ども達を世話していたりと大いに信頼されているが、幼い頃から「人に力を与えられる人間になりたい」と思い描き、亡き母のように人を助ける看護師になる事を夢見ていたものの家庭環境で夢を心に封じたが、今も「夢」を諦めきれずにいる。

ヴィノ / 長尾 千津子（ながお ちづこ）
声 - 勝生真沙子
ペルソナ - アンぺロス
武器:近接は十字型の断面を持つダガー（プラスドライバー状）、遠隔はリボルバー銃。
白髪のショートヘアに薄い色のサングラスと大きな金の輪っか型イヤリングが特徴の75歳のクールビューティ系老女。サックスが得意だが共に音楽を愛した夫を亡くしてからは長いこと練習していない模様。
怪盗時は片目が眼帯になっているマスクにロックシンガーのような短めの青いジャケット姿で髪がロングヘアになっている。
見た目にそぐわず一人称が何故か「ババア」だったり酒豪だったりと豪快な性格であり、正義感あふれる人物でもある。
孫娘の「愛歌」との接し方の難しさに悩んでいる。サブクエストで孫が飛び降りによる怪我で下半身が動かなくなり車椅子生活となったことが明かされている。中国公式からは井の頭公園で「車いすに乗った少女」と散歩しているという説明と「家族」というキーワードが発表されている。
本人ではないので「ある意味で」ではあるものの、歴代ペルソナ使いの中でも最も高齢のペルソナ使いとなっている。

フィービー / 椎名 悠美（しいな ゆうみ）
声 - 原由実
ペルソナ - ウラニア
使用機材:宝石のついた魔法使い風の杖
バーテンダーとして渋谷のバーで働く若い女性で、特技はカクテルの調合。
怪盗時は緑と金色の踊り子風の衣装となっている。
学生時代はダンスサークルに所属しておりベリーダンスをはじめ様々なダンスを経験した模様。この経験をカクテルに活かしているものの、今はある理由でダンスを辞めている。
バーテンダーだが未成年の主人公には「モクテル」と呼ばれるノンアルコールのものを出してくれる。

コード / 坂井 綾香（さかい あやか）
声 - 牧野由依
ペルソナ - カリオペ
武器:近接はギター、遠隔はピック。
街の片隅でギターを抱えた大学生兼ストリートミュージシャンの若い女性。持ち歌は「♪Seize the Light」「♪Wonder light」。
怪盗時は×で目が書かれた猫耳帽子に目元が星形になっているマスクとマント風のコートに黄色い長手袋を着用している。
内向的で人見知りな性格。それゆえに高校生の頃に友達に誘われて一緒にバンドを組んだが目立たないリズムギターを担当していた。その後は解散するも音楽活動をしたい「欲求」は消えず、ギターを手放せなかった模様。

メッサー / 北里 基良（きたざと きら）
声 - 岡本信彦
ペルソナ - ハルピュイア
武器:近接は双剣(「処刑人」モードになると合体して一本になる)、遠隔は五寸釘。
都内の病院で研修医として働く若い男性。口癖は「…冗談だ」。シューティングゲームをしていると中二病口調になるがプレイスキルは高い。
怪盗時は黒いペストマスクに羽毛の飾りが付いたフードのあるコートを着用している。
医師を志した理由に何か秘密があるようだが医師としてさまざまな症例を学ぶことに熱心。その一方でやんちゃな一面もあり、おもちゃの目玉を使ってイタズラをしたりする。

チェリッシュ / 芦谷 真咲（あしや まさき）
声 - 前内孝文
ペルソナ - アマルテア
武器:近接は片手剣、遠隔はクロスボウ。
己刮学園に通う3年生の男子。紺色の少しウェーブがかったショートヘアに前髪で右目が隠れているのが特徴。
怪盗時は紺と紫を基調とした騎士のような見た目になっている。
両親は植物学者で裕福な家庭で育った花や植物に深い愛情を持つ優しい性格の人物だが、他人との距離感を掴むのが苦手で次第に疎まれるようになる。その為、友達になった主人公に対して絶大な信頼を寄せている。

ハウラー / 道玄坂 琉七（どうげんざか るうな）
声 - 高橋美佳子
ペルソナ - アウラAura (mythology) - Wikipedia
武器:近接は爪付きグローブ(かぎ爪のついた手袋)、遠隔はフリスビー。
ファッション専門学生の若い女性で一人称は「ぼく」のボクっ娘。渋谷生まれ渋谷育ちで渋谷のゆるキャラ「シチくん」を愛している。
怪盗時は犬の顔のフードにノースリーブのボディスーツ、犬しっぽに手袋とブーツを着用している。
シチくんの人気が上がれば渋谷がもっと活気に溢れるようになるかもしれないと考え、人気を高めるために頑張っているが主人公に助けを求めてくるが、何かしらの秘密がある模様。

マトイ / 夏川 澪（なつかわ みお）
声 - 若山詩音
ペルソナ - メンテー
武器:近接は刺股（さすまた）、遠隔は消火用の放水ホース。
雑司ヶ谷消防署に勤務する消防士の女性。過去に火事で家族を失くしておりサバイバーズ・ギルトに苦しんでいる。
怪盗時は青と水色のボディスーツに白いタスキをイメージしたリボンがついた姿をしている。
少し変わった性格で人付き合いが苦手だが、火災現場で誰かが助けを必要としていることがわかったら自らの安全を顧みず消火活動や救助活動に身を投じている。地域で不審な火災が相次いでおり、放火ではないかと疑って主人公とともに自発的に街をパトロールするようになる。

ターボ / 橋本 麻由美（はしもと まゆみ）
声 - 青木瑠璃子
ペルソナ - ピティスPitys (mythology) - Wikipedia
武器:近接は旗槍（名前通り旗の付いた槍）、遠隔は信号拳銃。
前髪に白のメッシュを入れた黒髪のツインテールの高校3年生の女子生徒。
怪盗時は白と茶色の部分を×字に掛け合わせた形のマスクに黒・黄色・青のノースリーブのボディスーツを着用している。
元々はカーレーサーを目指していたものの健康上の理由で断念することになる。しかし、熱い想いは冷めやらずゲーセンでもレーシングゲームをプレイしている。そしてレースへの想いを語るうち、『レースクイーン』を目指すようになる。

アンジュ / 長尾 愛歌（ながお まなか）
声 - MoeMi
ペルソナ - エウテルペ
使用機材:ボーカル用マイクと魔法少女のステッキが合体したようなもの。
苗字で分かる通り長尾千津子の孫娘。車椅子ユーザー。
怪盗姿は白いタイツと羽根にハート型の宝石があしらわれた魔法少女のような見た目となる。また車椅子ユーザー故にペルソナの椅子部分に座っている(スキル使用時には羽で浮かぶこともある)。
とある事情で歌い手としての活動を諦めて飛び降りを起こし大怪我を負い車椅子生活となったが、祖母の千津子を通じて主人公と共に歌う勇気を得て歩行のリハビリも始めた(シナジー実装時点)。

ベリー / 鹿野 苺（しかの いちご）
声 - 富田美憂
ペルソナ - テルクシエペイア
武器:近接は鎌、遠隔は吹き矢。
青と紺の姫カット×ツインテールで地雷系ファッションが特徴のかなりのアニメオタクな高校3年生。声優としても活躍中。口癖は「～きゅん♥、～だきゅん」。
怪盗姿は、黒と赤を基調としたウェディングドレス風で黒レースの長手袋と赤い編み上げサイハイブーツを着用している。
気まぐれで情緒不安定な癖の強い人物で、主人公を『王子様』と呼び夢中な時は現実と区別がついてないことすらあるという生粋の中二病患者の一人であったり、自分が可愛いかどうか不安になることもあるメンヘラ系女子でもある。

### パレスの王
木内 雄之（きうち たけゆき）
声 - 鶴岡聡
元プロ野球選手だったサラリーマンの男性。現役時代はスライダーを武器にする投手で子供時代の素羽のあこがれの選手。
変身後のシャドウは「キウチ・クピド・タケユキ」となりピンクの体色そのままに筋骨隆々になり野球帽と靴に天使の輪と弓矢を持つが舌や4股に分かれた羽の先から液体が滴っていたり網タイツ的靴下や胸の×シールにモンスタボール的配色のベルトの真ん中にグーのトロフィーと望遠鏡を組み合わせたようなものが生えているなど変態的な姿になる。なお変身前のシャドウの姿もピンク色の肌に野球のユニフォーム系の服だがズボンが短パンでそのうえにピンクのパンツを履いていたりピンクのハート型のサングラスに靴や胸元などにハートがあしらわれているなどやはり変態系の姿をしている。
最初は単なるぶつかりおじさんだったが、ぶつかるように素羽を狙うもかばった朋子がホームから線路に吹っ飛ばされるという事件をきっかけに磨我痛神のファントムとなり主人公らに改心されることになる。
実は素羽とは児童球団時代にあっており、スライダーを綺麗に打たれた上に子供故の発言で深く傷つき、更には周りから馬鹿にされたり笑われたりするなどが繰り返し起きた事で自信を失ってスランプに陥り酒浸りとなって最後はスキャンダルを起こしたことで引退しており、木内本人だけでなく素羽のトラウマにもなっていた。
倒された後は素羽の言葉でモテたいという類の下心があったとはいえ野球を本気で愛していたことを思い出したことで涙を流して改心し、改心後は主人公らが居る前で逮捕されて連行されている姿が見られるが、周りの人々のセリフで自ら警察を呼ぶように言った事が判明する。そして連行されている姿を見ている際、主人公が最悪の未来として「狂って喚いている状態で連行されていく木内」を見ることとなる。
主人公らが宮澤の事件にかかわる事で、木内が駒として目を付けられ上に献上されシャドウを暴走させられた被害者であることが判明する。
宮澤博夢(みやざわ ひろむ)
声 - 長嶋雄一（チョー）
こげ茶で手前の部分に白メッシュが入った髪にヤギ髭風の尖った顎髭が特徴の中年男性。有名なグルメリポーターで「味剣客」というコンセプトで売られている。
変身後シャドウは「ミヤザワ・アイギパーン・ヒロム」となりヤギの鎧を着込んだ武者といったような姿となる。変身前のシャドウは歌舞伎や時代劇の役者の剣客風といった見た目をしている。
リポーターとしてだけでなく、グルメ番組に出演したり、自身の運営する動画チャンネルでもぶった切りで料理評価をしていたり勝負していたりし、料理のレビュアーとしても大衆から大いに支持を集めている。
裏で行われる「商談」に関係しており、木内も彼によって駒として目を付けられシャドウを暴走させられた被害者であったことが判明。その後はカッとなりやすい加納に目をつけグルメ勝負をしかけるも色々あり加納がペルソナに覚醒したことで失敗している。

### 主人公とかかわりの深いキャラ
イゴール
声 - 大塚芳忠
ペルソナシリーズおなじみの異空間｢ベルベットルーム｣の主。
今作では主人公を「キミ」と呼んだり、原作(P5)を思わせつつも穏やかな物腰であるなど謎のある状態となっている。

メロぺ
声 - 田村ゆかり
今作のイゴールに従うベルベットルームの住人。プラチナブロンドの髪に銀目が特徴の女性。
丁寧さと高慢さが織り交ざったような文章的には少し変な独特な口調で話し、語尾が「〜と申し上げておく」といった感じになる。
「怪ドル」と「ペルソナⅡ（デュオ、Duo）」システムを提案したりするなど主人公に力を貸してくれる。実はワイルドのペルソナ使いと近い物を感じるという理由でアイドルという概念に興味津々で喜ぶアイテムにペンライトなどドルオタを思わせるものがあるほど。

マルチム
声 - ?
薄ピンク髪で金色の眼をし片目を眼帯と包帯で覆った昔の和風の行商人といった見た目の女性…と思いきや女性型シャドウ。首元や手足などにも包帯を巻いている。博多弁に似たゆったりとした口調で「～っちゃよ」「～ね」を語尾につけて話す。
「マルチム商会」と称する課金アイテムショップを運営したり、メメントスでアイテム交換を受け持ったり、精算機の前に現れたり、マイパレス内に出現等をしては主人公に力を貸してくれる。
液晶モニターの存在を知らずフィルム式の映画しか知らないなど見た目同様に昔の人であるらしき部分が見られる。

## 受賞
| 受賞年 | 賞             | 部門             | 結果 | 備考   |
| ------ | -------------- | ---------------- | ---- | ------ |
| 2024年 | 日本ゲーム大賞 | フューチャー部門 | 受賞 | [ 11 ] |